# Giuseppe De Florentiis
Giuseppe De Florentiis (Roma, 11 maggio 1893 – Milano, 1978) è stato un saggista e traduttore italiano, specializzato in armi da fuoco, scienza e tecnica.
È noto soprattutto per aver scritto Tecnologia delle armi da fuoco portatili, considerato ancora oggi uno dei più importanti testi sulle armi da fuoco.

## Biografia

### Gli inizi
Dopo essersi laureato in ingegneria industriale, lavora come ingegnere presso la FIAT.
Esordisce pubblicando saggi editi da Hoepli, tra questi troviamo Tecnologia delle armi da fuoco portatili, scritto nel 1927 e riedito per otto volte (la più recente edizione venne pubblicata postuma nel 1987), considerato uno dei più importanti testi in lingua italiana sulle armi da fuoco, risultando ad oggi uno dei testi più citati quando si narra dell'argomento.
Nel 1932 è stato coinvolto in un caso di spionaggio, venendo processato dal Tribunale speciale per la difesa dello Stato e condannato a 5 anni di carcere.

### Il processo e la condanna
In quegli anni infatti, dal 1930 al 1932, una spia austriaca che lavorava per il governo sovietico, Alberto Korner, acquisiva documenti riservati contenenti segreti militari pagando gli ingegneri delle varie aziende. Nel processo, oltre a De Florentiis, Korner e i suoi collaboratori che agivano nei territori di Torino, Brescia e La Spezia (tra questi troviamo Romolo Pontani, un palombaro che si occupava di prendere i documenti dagli ingegneri e fornirli a Korner), vennero condannati anche: Carlo Arrigoni (ingegnere della Caproni), poiché fornì, in cambio di 3.300 lire, documenti segreti riguardante l'aereo sperimentale Stipa-Caproni e gli aerei Caproni 2000, 3000 e 6000; Guglielmo Ruffino (impiegato presso la Fiat aviazione), poiché fornì documenti sul C.R.32 e Umberto Jona (ingegnere meccanico presso la FIAT) poiché, in cambio di 3.500 lire, fornì documenti rappresentanti le planimetrie degli stabilimenti FIAT e la loro organizzazione.
De Florentiis venne condannato a 5 anni di carcere perché, in cambio di 6.000 lire (circa 6.250 euro di oggi) e la promessa di un posto di lavoro in Russia (con lo stipendio di 30/40.000 lire; promessa che venne fatta anche agli altri ingegneri), fornì a Korner documenti segreti riguardanti armi chimiche italiane e particolari proiettili a liquidi speciali. Nell'interrogatorio ha ammesso di aver consegnato 3 documenti, ma ha negato di aver inteso di compiere spionaggio con ciò. Ha ammesso inoltre che non ha mai ricevuto le 6.000 lire promesse.
La pena di De Florentiis verrà poi ridotta di 3 anni, venendo scarcerato il 27 settembre 1934, dopo 711 giorni di carcere.

### Dopo la prigione
Dopo i due anni di prigione, se non per due libri usciti nel 1936, ha una lunga pausa dalla scrittura e ritornerà a scrivere libri dopo la metà degli anni 50'. Questo è il suo periodo di maggior successo, periodo nel quale scriverà per UTET, Mondadori, Mursia e De Vecchi. Inoltre in questo periodo inizierà la carriera da traduttore, traducendo racconti di Jules Verne oltre che altri saggi scientifici.
Molti dei suoi libri verranno tradotti in altre lingue, tra cui lo spagnolo, il francese, l'inglese, il tedesco, lo svedese, il finlandese, l'olandese e il thailandese.

### Gli ultimi anni e la morte
Negli ultimi anni di vita scrive una serie di libri per bambini edita da Mondadori, denominata Enciclopedia Disney, che viene tradotta in francese, inglese e thailandese.
L'ultimo libro pubblicato in vita è L'uomo alla conquista dello spazio pubblicato nel 1978 e tradotto in tre lingue. Muore all'età di 85 anni e verrà pubblicato postumo Le grandi sintesi, scienza e tecnica nella storia.

## Opere

### Saggi
- Giuseppe De Florentiis, Utilizzazione razionale dei combustibili nazionali: ligniti e torbe, Hoepli, 1927, SBN NAP0233693.
- Giuseppe De Florentiis, Tecnologia delle armi da fuoco portatili, Hoepli, 1927, ISBN 9788820314927, SBN CUB0280055.
- Giuseppe De Florentiis, Manuale dell'ingegnere minerario, Milano, Hoepli, 1936, SBN CUB0232492.
- Giuseppe De Florentiis, Le materie prime e l'Italia: l'altra guerra, Bompiani, 1936, SBN RAV0179392.
- Giuseppe De Florentiis, Panorami della fisica d'oggi. L'atomo, questo sconosciuto, Milano, Edizioni La Fonte, 1955.
- Giuseppe De Florentiis, L'automazione, Milano, Il Gallo Edizioni, 1956, SBN PA10012801.
- Giuseppe De Florentiis, La ferrovia, Milano, Edizioni La Fonte, 1957, SBN CUB0232496.
- Giuseppe De Florentiis, Le miniere, Milano, Edizioni La Fonte, 1958, SBN SBL0494995.
- Giuseppe De Florentiis, Il petrolio, Milano, Edizioni La Fonte, 1958, SBN CUB0232492.
- Giuseppe De Florentiis, L'URSS e lo spazio: scritti e documenti ufficiali sovietici, Milano, Lerici, 1960, SBN SBL0522978.
- Giuseppe De Florentiis, Le intelligenze artificiali. Cibernetica e automazione, UTET, 1964, ISBN 9788802016429, SBN MIL0147660.
- Giuseppe De Florentiis, I colossi di ferro e cemento. Le grandi opere dell'ingegneria moderna, Milano, UTET, 1964, ISBN 9788802013732, SBN RLZ0086685.
- Giuseppe De Florentiis, Storia della tecnica, vol. I-II, Vallardi, 1968.
- Giuseppe De Florentiis, Albert Einstein: lo scienziato della relatività, Milano, Mursia, 1971, SBN RAV0005301.
- Giuseppe De Florentiis, Storia della pistola, De Vecchi Editore, 1972, SBN MOD0050121.
- Giuseppe De Florentiis, Storia del fucile, Milano, De Vecchi Editore, 1973, SBN SBL0468078.
- Giuseppe De Florentiis, Come si imposta e si risolve il problema di aritmetica, Milano, De Vecchi Editore, 1973, ISBN 2570070890330, SBN RMS1474968.
- Giuseppe De Florentiis, Storia delle armi bianche, De Vecchi Editore, 1974, SBN CFI0458337.
- Giuseppe De Florentiis, Copernico e la riforma dell'astronomia, Arnoldo Mondadori Editore, 1974, SBN UBO0132890.
- Giuseppe De Florentiis, Il tiro con la pistola in 10 lezioni, Milano, De Vecchi Editore, 1974, SBN RMS0119166.
- Giuseppe De Florentiis, I pianeti e le stelle. L'astronomia oggi, De Vecchi Editore, 1975, SBN MOD0191903.
- Giuseppe De Florentiis, L'uomo alla conquista dello spazio, Arnoldo Mondadori Editore, 1978.
- Giuseppe De Florentiis, Le grandi sintesi, scienza e tecnica nella storia, Nuove Edizioni, 1979, SBN UPG0011945.
- Giuseppe De Florentiis e vari autori, Vita teatrale in Lombardia, CARIPLO, 1981.

### Saggistica per bambini
- Giuseppe De Florentiis, Enciclopedia Disney: signori, si parte!, illustrazioni di Giovan Battista Carpi e Claudio Mazzoli, vol. 2, Arnoldo Mondadori Editore, 1971, SBN RLZ0242935.
- Giuseppe De Florentiis, Enciclopedia Disney: dal "boom" al "bang", illustrazioni di Giovan Battista Carpi e Claudio Mazzoli, vol. 7, Arnoldo Mondadori Editore, 1971, SBN RLZ0242940.
- Giuseppe De Florentiis, Enciclopedia Disney: esploriamo il futuro, illustrazioni di Giovan Battista Carpi e Claudio Mazzoli, vol. 9, Arnoldo Mondadori Editore, 1971, SBN RLZ0242942.
- Giuseppe De Florentiis, Enciclopedia Disney: Trasporti: terra, mare, cielo, illustrazioni di Giovan Battista Carpi e Claudio Mazzoli, vol. 5, Arnoldo Mondadori Editore, 1981, SBN RMS0123077.

### Traduzioni
- Jules Verne, Dalla Terra alla Luna, traduzione di Giuseppe De Florentiis, Il Gallo Editore, 1959, SBN SBL0141017.
- L. Landon Goodman, L'uomo e l'automazione, traduzione di Giuseppe De Florentiis, Arnoldo Mondadori Editore, 1961, SBN REA0014937.
- Jules Verne, Il giro del mondo in 80 giorni, traduzione di Giuseppe De Florentiis, Arnoldo Mondadori Editore, 1963, SBN RAV0204734.
- Willard Bascom, Un buco nel fondo del mare, traduzione di Giuseppe De Florentiis, Bompiani, 1963, SBN SBL0144829.
- Joe Kaufman, Lo sai come funziona?, traduzione di Giuseppe De Florentiis, Arnoldo Mondadori Editore, 1972, ISBN 9788804103493, SBN SBL0596794.
- Isaac Asimov, La porta sul futuro, traduzione di Giuseppe De Florentiis, Arnoldo Mondadori Editore, 1973, SBN RAV0025562.

### Curatele
- Marc Joffe, La conquista delle stelle: astrolatria, astrologia, astronomia, astrofisica, a cura di Giuseppe De Florentiis, Arnoldo Mondadori Editore, 1958, SBN SBL0489453.